# San Girolamo nella cella
San Girolamo nello studio è un'incisione a bulino (25,9x20,1 cm) di Albrecht Dürer, siglata e datata al 1514 e conservata, tra le migliori copie esistenti, nella Staatliche Kunsthalle di Karlsruhe.

## Descrizione e stile
L'incisione fa parte del trittico detto Meisterstiche, con Il cavaliere, la morte e il diavolo e la celeberrima Melencolia I, realizzato tra il 1513 e il 1514. Sebbene non legate dal punto di vista compositivo, le tre incisioni rappresentano tre esempi diversi di vita, legati rispettivamente alle virtù morali, teologiche e intellettuali.
Il San Girolamo nello studio in particolare, prototipo dello studioso umanista, era già stato rappresentato da Dürer in una xilografia giovanile del 1492 e in uno studio a penna del 1511 (Metropolitan Museum) ; sarà inoltre oggetto di un dipinto del 1521.
Il santo è rappresentato in fondo alla sua cella, illuminata a sinistra da ampie vetrate. In primo piano si vedono il fedele leone e un cagnolino. Immancabile è anche il cappello cardinalizio, in questo caso appeso alla parete. Tra i numerosi riferimenti simbolici, spicca il teschio poggiato sul sedile a sinistra, un memento mori. 

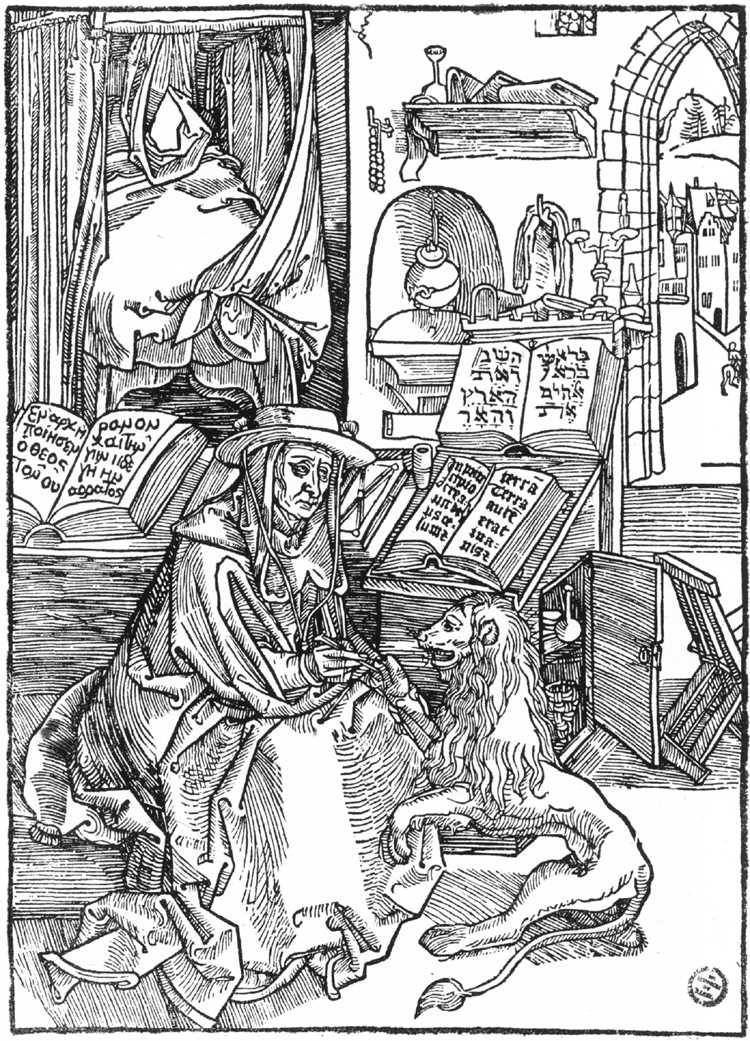
San Girolamo e il leone, 1492
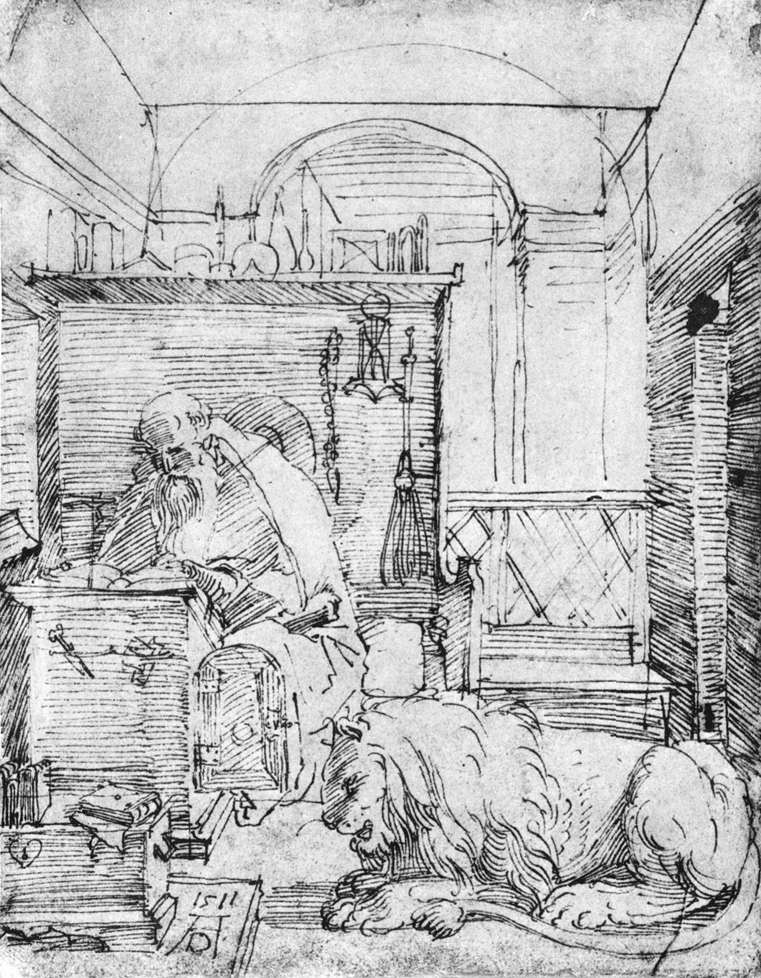
San Girolamo nello studio, 1511
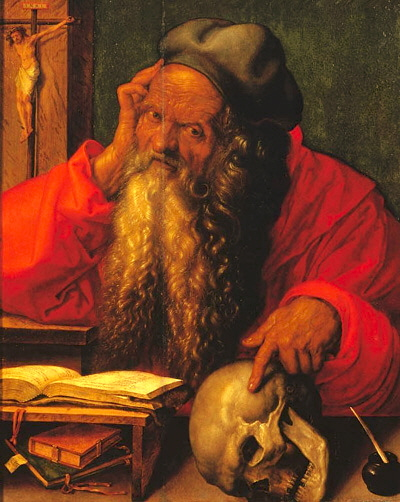
San Girolamo nello studio, 1521